# Полювання на чоловіка
«Полювання на чоловіка» (фр. «La Chasse à l'homme») — французький фільм режисера Едуара Молінаро, випущений 18 вересня 1964 року.

## Сюжет
Молодий ловелас Антуан вирішує одружитися. Його розведений приятель Жюльєн намагається відмовити його від цього кроку. У день весілля вони вирушають поснідати в кафе, господар якого, Фернан, в яскравих тонах описує Антуану всю красу сімейного життя. Фернан, колишній сутенер і гульвіса, змушений був після облави залишити свій небезпечний бізнес і підшукати роботу спокійніше. Доля кинула його в обійми дочки власника кафе, яка всього за один рік шлюбу перетворила Фернана в підкаблучника.
З сумом спостерігаючи за їх відносинами, друзі вирушають до церкви на одруження. Тепер настає черга Жюльєна розповісти історію про своє невдале одруження.

## У ролях
- Жан-Клод Бріалі — Антуан Монте
- Клод Ріш — Жюльєн Брено
- Жан-Поль Бельмондо — Фернан
- Марі Лафоре — Жізель
- Жаклін Мілле — Одетт
- Марі Дюбуа — Софі
- Катрін Денев — Деніз
- Франсуаза Дорлеак — Франсуаза

## Знімальна група
- Режисер — Едуар Молінаро
- Сценарій — Альбер Сімонен, Мішель Дюран, Мішель Одіар
- Продюсер — Роберт Амон, Клод Жегер, Жорж Лорау
- Оператор — Андреас Віндінг
- Композитор — Мішель Мань, Йоргос Замбетас
- Художник — Франсуа Де Ламот, Марілена Аравантіну, Робер Крістідес